# Чапанная война
Чапа́нная война́ или чапа́нка (чапанное восстание) — одно из самых крупных крестьянских восстаний против большевиков во время Гражданской войны в России в марте-апреле 1919 года. Восстание охватило территорию Сызранского, Сенгилеевского, Карсунского уездов Симбирской и Ставропольского и Мелекесского уездов Самарской губерний. Получило название по одежде восставших: чапан — зимний армяк, из овчины, подпоясываемый кушаком особый халат, популярная одежда среди крестьян региона во время холодов. Восстание было жёстко подавлено, а его участники, в большинстве — крестьяне подверглись террору и массовым репрессиям.

## Причины восстания
Было вызвано политикой большевистского правительства: политическая и продовольственная диктатура, продразвёрстка, грабёж деревни. В начале 1919 в деревнях и сёлах Симбирской губернии находилось 3500 рабочих из продотрядов и 1700 продармейцев, присланных из городов центра страны для заготовок хлеба. К февралю 1919 у симбирских крестьян было изъято свыше 3 млн пудов хлеба. Между тем в это же время началось взимание  чрезвычайного налога, введённого правительством в декабре 1918 г. Среди крестьян сформировалось мнение, что их обрекают на голодную смерть.

## Ход восстания

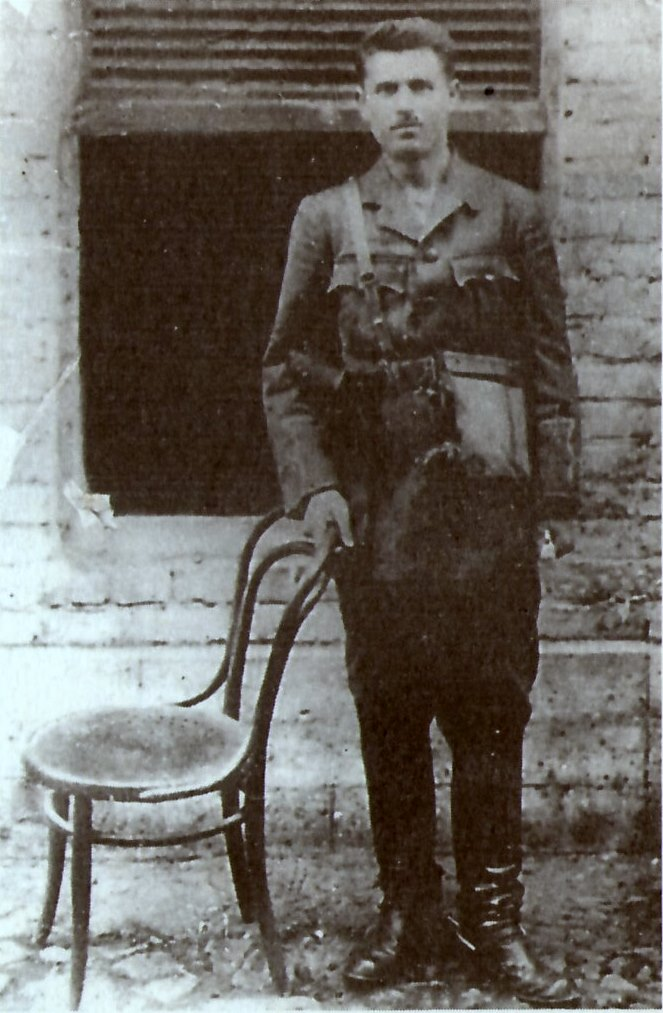
Алексей Долинин

Восстание началось 3 марта 1919 года в селе Новодевичьем Сенгилеевского уезда Симбирской губернии (св. 1 тыс. дворов, нас. 8,5 тыс. человек). Поводом послужили грубые действия уполномоченных по сбору налога, прибывших в село с требованием поставок государству хлеба и скота. Сбежавшиеся к церкви крестьяне ударили в набат, что послужило сигналом к началу восстания. Жители Новодевичьего арестовали членов волисполкома, коммунистов, уполномоченных, захватили телеграф и разоружили отряд красноармейцев (50 человек).
4 марта состоялся съезд, переизбравший волисполком. Тогда же в Новодевичье на выручку к арестованным коммунистам прибыл отряд под командованием начальника уездного ЧК Казимирова и краскома Павлова. Однако красноармейцы перешли на сторону крестьян, а Казимиров и Павлов были взяты в плен. Чекист В. Казимиров со своим помощником, краском Павлов и, арестованный накануне, инструктор Сенгилеевского упродкома были расстреляны и их тела бросили в волжскую прорубь.
После чего крестьяне организовали свой штаб и совет для руководства восстанием. В тот же день ближайшие к Новодевичьему села: Усолье, Усинское, Ягодное — присоединились к восстанию. 5 марта 1919 посланный против повстанцев из Сенгилея красноармейский отряд в с. Ягодное попал в окружение и был разоружён, а его командир Гринберг расстрелян. Красноармейцы перешли на сторону повстанцев.
После этой победы на территории Симбирской и Самарской губерний, как солома, вспыхнул огонь крестьянской войны. Крестьяне свергали большевистскую власть, в освобождённых сёлах разгоняя комитеты бедноты и уничтожая чекистов и коммунистов. Оружия у восставших было мало, в ход шли самодельные пики, вилы, топоры и даже палки. Восстание получило название «чапанное» — по зимней крестьянской одежде домашнего изготовления.
Из Ягодного повстанцы повели наступление на Ставрополь (Тольятти) через сёла Подстёпки, Московку, Никольское и Борковку. 7 марта город был взят без боя. Здесь вся полнота власти перешла к избранным горожанами коменданту — жителю села Ягодное Ставропольского уезда Алексею Долинину и его помощникам — Белоусову и Бастрюкову. Ставропольский исполком через свою газету «Известия» обратился к гражданам с воззванием: «Вся власть трудовому народу! Долой засилие коммунистов!». Воззвание заканчивалось словами: «Товарищи — Граждане, спешите оказать поддержку Народной власти. Жертвуйте, кто что может. Да здравствуют Советы! Да восторжествует Воля Народа!». Восставшие намеревались захватить Сызрань, Самару и выйти на соединение с наступавшей с востока армией Колчака. Общая численность вовлечённых в чапанную войну составляла от 100 до 150 тысяч человек.
После взятия Ставрополя восстание перекинулось на левый берег Волги, под угрозой оказалась уже не только Сызрань, но и Самара.
В Самаре 7 марта по инициативе председателя губкома партии В. В. Куйбышева и командующего 4-й армией Восточного фронта М. В. Фрунзе был образован революционно-полевой штаб, затем военно-революционный комитет. Этим органам были подчинены группы агитаторов и все воинские части. Ими же был разработан план наступления на очаги восстания. Предполагалось, не ввязываясь в локальные бои с многочисленными крестьянскими отрядами, нанести удар основными силами по штабу повстанцев в Ставрополе и тем самым обезглавить восстание.
Сформированный в Симбирске штаб внутреннего фронта направил против восставших карательные части, состоявшие в основном из продотрядников, резервистов и чекистов. Но сил для подавления восстания оказалось недостаточно, повстанцам удалось разбить несколько отрядов карателей. Так 8 марта в селе Усинское отряд из 110 продотрядовцев и красноармейцев попал в засаду и был поголовно истреблен. Пришлось привлекать регулярные части Красной армии и части особого назначения (ЧОН), составленные из мадьяр и австрийцев.
9 марта в Самаре восстал запасной полк Красной армии, перебив комиссаров. Против запасного полка направили батальон губернского ЧК, курсантов школы красных командиров, рабочий продовольственный полк, 2 батареи, пулеметную роту. Мятежники были не вооружены, они потеряли время, захватывая городской цейхгауз (склад оружия и амуниции). Их окружили и разгромили. К 10 марта «чапанное» восстание достигло своего наивысшего размаха, охватив всё Среднее Поволжье. В тот же день большевики, подтянув регулярные части Красной армии с пулемётами и артиллерией, начинают решительное наступление на повстанцев. Наступление на центр восстания Ставрополь повели с двух сторон — от Сызрани и Самары.

### Подавление
Плохо организованные и слабо вооруженные крестьянские отряды несмотря на отчаянное сопротивление — каждое село на пути к Ставрополю красноармейцам приходилось брать штурмом — не могли сдержать натиск регулярных войск. 13 марта красные пробились к городу и после ожесточённого боя, длившегося более суток, захватили его утром 14 марта. Всё руководство восстанием погибло, кроме Долинина, который сумел пробиться с остатками защитников Ставрополя из окружения. Его помощники, Белоусов и Бастрюков, попали в плен и были расстреляны. В тот же день пало село Новодевичье. Последний крупный бой произошел 17 марта, когда крестьянский отряд в 2 тысячи человек, пытавшийся взять уездный город Карсун, был разбит частями Красной Армии, посланными из Симбирска.
Командарм Михаил Фрунзе о своих «успехах» в борьбе против крестьян докладывал В. И. Ленину: «При подавлении движения убито, пока по неполным сведениям, не менее 1000 человек. Кроме того, расстреляно свыше 600 главарей и кулаков. Село Усинское, в котором восставшими сначала был истреблён наш отряд в 110 человек, сожжено совершенно».
Разгромив основные силы повстанцев, большевики обрушили массовые репрессии на жителей восставших сёл и деревень: крестьян сгоняли в концлагеря, расстреливали, вешали и топили в реке, деревни сжигались. После падения Ставрополя и Новодевичьего восстание распалось на разрозненные очаги, которые продолжали вести борьбу с Красной армией до конца марта — начала апреля 1919 года.

## Воспоминания очевидцев
По воспоминаниям Небритовой Риммы (Ирины) Фёдоровны (в дев. Бузиной) (1910—1983), дочери одного из участников восстания — Фёдора Егоровича Бузина (1878—1931). Записано её внуком, правнуком Ф. Е. Бузина, Небритовым Николаем Львовичем (1956—2004), известным самарским геологом и краеведом. Далее от имени Н. Л. Небритова.
По некоторым сведениям, Ф. Е. Бузин был в числе инициаторов восстания. Был расстрелян (красными), но остался живым, благодаря тому, что был завален трупами, и только ночью выбрался.
Краткая справка: Ф. Е. Бузин родился в селе Подвалье (17 км севернее Новодевичьего), Сенгилеевского уезда Симбирской губернии. В 1898 женился на волжанке из соседнего села, Новодевичьего. Семь лет (1899—1906) отслужил в Императорском военно-морском флоте России, на Тихом океане. Как участник русско-японской войны был свидетелем гибели «Надежды» и «Варяга». С 1907 по 1918 год работал на волжских судах боцманом, затем капитаном.

## Итоги и последствия

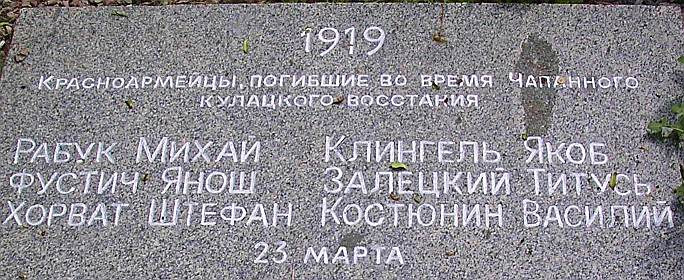
Захоронения красноармейцев, погибших во время чапанного восстания. Ульяновск

Самарский губисполком 13 мая 1919 г. направил в Совнарком РСФСР доклад, в котором отметил две основные причины мятежа: реквизиции и мобилизации, проводимые без учета нужд крестьян, и злоупотребления должностных лиц. Злоупотребления на местах были настолько велики, что Самарский губисполком в период подавления восстания был вынужден обратиться с воззванием, в котором было обещано, что «все должностные лица, злоупотребляющие своей властью, будут немедленно предаваться военно-революционному суду».
В апреле 1919 г. сотрудники ЧК в отчетах писали Ф. Э. Дзержинскому, что «крестьяне восставших селений в подавляющем большинстве по имущественному состоянию — середняки; кулаков же на каждое село в среднем не более 5-10 человек».
6 апреля 1919 г., когда «чапанное» восстание в основном было подавлено, Л. Д. Троцкий, выступая в Самаре, подчеркнул, что «восстание крестьян в Поволжье — это грозное предостережение для нас».

## Реабилитация
В целях восстановления исторической справедливости, законных прав граждан России, репрессированных в связи с обвинением в участии в крестьянских восстаниях 1918—1920 годов, и в соответствии с выводами комиссии при Президенте Российской Федерации по реабилитации жертв политических репрессий, постановляю: 
 

1. Осудить политические репрессии в отношении крестьян — участников восстаний 1918—1922 годов; 

2. Признать нарушением основных прав человека и гражданина репрессии в отношении участников крестьянских восстаний 1918—1920 годов;

3. Установить, что крестьяне — участники восстаний 1918—1922 годов — не могут быть признаны участниками бандформирований в трактовке пункта «в» статьи 4 Закона РФ «О реабилитации жертв политических репрессий»;

4. Признать детей, подвергшихся репрессиям за участие их родителей в крестьянских восстаниях 1918—1922 годов, подлежащим реабилитации.— Президент РФ Ельцин Б. Н.
Все участники и их дети были официально признаны жертвами репрессий в октябре 1991 года законом «О реабилитации жертв политических репрессий». Законом предусмотрены компенсации, однако их размер на момент принятия закона оставался низким.